# UEFA 유로 2020 개최 도시 선정
이 문서는 UEFA 유로 2020 개최 도시 선정 과정을 다룬다.

## 초기 개최국 선정
유럽 축구 연맹(UEFA)은 당초 2012년 6월 30일에 UEFA 유로 2020 대회 유치 입후보를 신청하고 2014년 9월에 UEFA 유로 2020 개최국을 선정할 계획이었다. 기존의 방식에 따라 입후보를 신청했던 국가는 다음과 같다.
- 튀르키예
- 스코틀랜드- 아일랜드- 웨일스 3개국 공동 개최
- 조지아- 아제르바이잔 2개국 공동 개최 (원래는 조지아 단독 개최안이었지만 아제르바이잔의 바쿠가 2020년 하계 올림픽 최종 후보 도시 선정 과정에서 탈락하면서 조지아-아제르바이잔 공동 개최안으로 수정되었다.)

미셸 플라티니 UEFA 회장은 튀르키예의 이스탄불이 2020년 하계 올림픽 최종 후보 도시 목록에 올라온 것과 관련하여 이스탄불이 2020년 하계 올림픽 개최 도시로 선정될 경우 튀르키예는 UEFA 유로 2020을 개최할 수 없게 된다는 입장을 전했다. 자크 로게 국제 올림픽 위원회(IOC) 위원장은 올림픽을 개최하는 국가가 올림픽이 열리는 해에 올림픽 이외의 대규모 스포츠 행사를 개최할 수 없다는 IOC의 규정에 따라 이스탄불이 2020년 하계 올림픽 개최 도시로 선정되면 튀르키예는 UEFA 유로 2020 유치를 철회해야 한다는 입장을 전했다.

## 범유럽 분산 개최
미셸 플라티니 UEFA 회장은 2012년 6월 30일 UEFA 유로 2012 결승전을 앞두고 열린 기자회견에서 UEFA 유로 2020이 유럽 12개 또는 13개 도시에서 분산 개최된다고 밝혔다. 2012년 12월 6일에는 UEFA 유로 2020이 UEFA 유럽 축구 선수권 대회 60주년을 기념하기 위한 차원에서 특정 국가들의 경기장에서 개최하는 것이 아니라 유럽 전역 다수의 도시에서 경기를 치르게 될 것이라고 밝혔다.

### 개최 도시로 선정되기 위한 조건
UEFA 집행위원회는 2013년 1월 25일에 열린 회의를 통해 UEFA 유로 2020 개최 도시로 선정되기 위한 조건을 공개했다. 2013년 3월 28일에는 UEFA 유로 2020 유치에 관한 규정, 자격 요건이 승인되었으며 2013년 4월 26일에는 UEFA 유로 2020 유치에 관한 규정, 자격 요건, 과정이 공개되었다.
- UEFA 유로 2020을 개최하는 13개 도시 가운데 12개 도시는 16강전 1경기 또는 8강전 1경기와 조별 예선 3경기를 치르는 '표준 패키지'(Standard Package)로 분류하며 남은 1개 도시는 결승전 1경기와 준결승전 2경기를 개최하는 '결승 패키지'(Finals Package)로 분류한다.
- UEFA 유로 2020을 개최하는 도시는 하나의 국가마다 1개의 도시에서만 허용되며 하나의 도시마다 1개의 경기장에서만 허용된다. 단 표준 패키지, 결승 패키지에 입후보하는 것은 허용된다. 같은 도시에서 유치할 지, 다른 도시에서 유치할 지는 UEFA 회원국의 축구 협회의 판단에 맡겨진다.
- 결승전과 준결승전 경기를 개최하는 경기장은 수용 인원이 최소 70,000명 이상, 8강전 경기를 개최하는 경기장은 수용 인원이 최소 60,000명 이상, 16강전과 조별 예선 경기를 개최하는 경기장은 수용 인원이 최소 50,000명 이상이어야 한다. 단 16강전과 조별 예선 경기를 개최하는 경기장의 수용 인원이 최소 30,000명 이상인 경우에는 최대 2개 도시까지만 예외적으로 허용된다. UEFA 유로 2020 경기를 개최하는 경기장은 2016년까지 건설을 시작해야 한다.
- UEFA 유로 2020의 자동 출전권은 특정 개최국에게 주어지지 않으며 모든 UEFA 회원국은 예선에 참가하게 된다. 결승전, 준결승전을 제외한 나머지 경기를 치르는 개최국들은 본선에 진출할 경우 조별 예선 경기 가운데 2경기를 자국 내에서 개최한다. 본선에 진출한 개최국은 조별 예선 편성 과정에서 1개 조에 최대 2개 팀이 들어간다. 또한 조별 예선 편성 과정에서는 선수단과 관객들의 이동 부담을 줄이기 위한 차원에서 이동 거리도 고려한다. 조별 예선 경기를 개최하는 도시들 간의 비행 시간은 2시간을 초과해서는 안 된다.
- UEFA 유로 2020 본선에 참가하는 팀들은 특정 개최 도시에 머무를 의무가 없으며 어느 곳에서나 베이스캠프를 차릴 수 있다.
- UEFA 유로 2020 본선을 개최하는 도시는 공항 2곳 또는 공항 터미널 2개가 설치된 공항 1곳을 두어야 한다. 이는 라이벌 팬들을 분산시키기 위한 조치이다.

### 입후보를 추진했던 도시
| 결승 패키지, 표준 패키지 입후보를 추진했던 도시 - 벨기에 브뤼셀 - 제안된 신규 국립 경기장 (60,000명을 수용할 가능성이 있었음) - 잉글랜드 런던 - 웸블리 스타디움 (수용 인원 90,000명) - 독일 뮌헨 - 알리안츠 아레나 (수용 인원 67,812명) - 스페인 마드리드 - 완다 메트로폴리타노 (수용 인원 20,000명, 수용 인원을 70,000명으로 확장할 예정이었음) - 스페인 바르셀로나 - RCDE 스타디움 (수용 인원 40,500명) - 스페인 빌바오 - 산 마메스 (수용 인원 53,332명) - 스페인 발렌시아 - 노우 메스타야 (수용 인원 75,100명) - 웨일스 카디프 - 밀레니엄 스타디움 (수용 인원 74,500명) 결승 패키지 입후보를 추진했던 도시 - 튀르키예 이스탄불 - 아타튀르크 올림픽 스타디움 (수용 인원 76,092명) - 우크라이나 키이우 - 올림피스키 경기장 (수용 인원 70,050명) 표준 패키지 입후보를 추진했던 도시 - 아르메니아 예레반 - 흐라즈단 경기장 (수용 인원 54,208명) - 아제르바이잔 바쿠 - 바쿠 올림픽 경기장 (수용 인원 68,000명, 당시 공사 중이었음) - 벨라루스 민스크 - 트락토르 스타디움 (보수 공사 방안이 제안되었으며 수용 인원을 33,000명으로 확장할 예정이었음) - 불가리아 소피아 - 바실 레프스키 국립 경기장 (수용 인원 43,230명) - 크로아티아 자그레브 - 제안된 신규 국립 경기장 (수용 인원 55,000명) - 크로아티아 스플리트 - 스타디온 폴류드 (수용 인원을 50,000명으로 확장할 예정이었음) - 체코 프라하 - 제안된 신규 국립 경기장 (수용 인원 불명) - 덴마크 코펜하겐 - 파르켄 (수용 인원 38,065명) | - 핀란드 헬싱키 - 헬싱키 올림픽 스타디움 (수용 인원 37,500명) - 프랑스 리옹 - 파르크 올랭피크 리요네 (수용 인원 61,556명) - 그리스 아테네 - 아테네 올림픽 스타디움 (수용 인원 75,263명) - 헝가리 부다페스트 - 푸슈카시 아레나 (67,889명을 수용할 수 있는 새 경기장 건설 방안이 제안되었음) - 아일랜드 더블린 - 아비바 스타디움 (수용 인원 51,700명) - 이스라엘 예루살렘 - 테디 경기장 (수용 인원을 53,000명으로 확장할 예정이었음) - 이탈리아 로마 - 스타디오 올림피코 (수용 인원 72,698명) - 이탈리아 밀라노 - 스타디오 주세페 메아차 (수용 인원 80,018명) - 카자흐스탄 아스타나 - 아스타나 아레나 (수용 인원 30,000명) - 마케도니아 공화국 스코페 - 필리포스 2세 아레나 (수용 인원 33,460명) - 네덜란드 암스테르담 - 요한 크라위프 아레나 (수용 인원 53,052명, 수용 인원을 55,000명에서 56,000명으로 확장할 예정이었음) - 폴란드 바르샤바 - 바르샤바 국립 경기장 (수용 인원 58,145명) - 폴란드 호주프 - 실롱스키 경기장 (수용 인원 54,477명) - 포르투갈 리스본 - 이스타디우 다 루스 (수용 인원 65,647명) - 포르투갈 포르투 - 이스타디우 두 드라강 (수용 인원 50,399명) - 루마니아 부쿠레슈티 - 아레나 나치오날러 (수용 인원 55,600명) - 러시아 상트페테르부르크 - 크레스톱스키 스타디움 (수용 인원 69,500명) - 스코틀랜드 글래스고 - 햄던 파크 (수용 인원 52,063명) - 세르비아 베오그라드 - 스타디온 츠르베나 즈베즈다 (수용 인원 55,538명) 또는 제안된 신규 국립 경기장 - 스웨덴 스톡홀름 - 프렌즈 아레나 (수용 인원 50,000명) - 스위스 바젤 - 장크트 야코프 파르크 (수용 인원 38,512명) - 우크라이나 도네츠크 - 돈바스 아레나 (수용 인원 52,518명) |

### 유치 신청 접수와 개최 도시 선정 과정
UEFA 유로 2020 입후보 의사를 전달 과정은 2013년 9월 12일을 기해 마감되었다. UEFA는 2013년 9월 20일에 32개 UEFA 회원국 축구 협회가 UEFA 유로 2020 입후보 의사를 밝혔다고 전했다.
UEFA 유로 2020 유치 신청 접수는 2014년 4월 25일을 기해 마감되었으며 19개 도시가 유치를 신청했다. UEFA 집행위원회는 2014년 4월 26일에 열린 회의를 통해 UEFA 유로 2020 개최 도시가 2014년 9월 19일에 선정된다고 밝혔다. UEFA 집행위원회는 2014년 5월 13일에 UEFA 유로 2020 개최 도시 선정을 위한 투표 과정을 공개했다.
- 1차 투표에서는 결승전 1경기와 준결승전 2경기를 개최하는 결승 패키지로 분류되는 도시를 선정한다.
- 2차 투표에서는 8강전 1경기와 조별 예선 3경기를 개최하는 표준 패키지로 분류되는 도시를 선정한다.
- 3차 투표, 4차 투표에서는 16강전 1경기와 조별 예선 3경기를 개최하는 표준 패키지로 분류되는 도시를 선정한다. 3차 투표에서는 후보 도시들을 2014년 8월에 열린 UEFA 집행위원회에서 확정된 '지역 분류'에 따라 결정하는데 이는 1차 투표, 2차 투표에서 개최 도시로 선정되지 않은 후보 도시들을 지역별로 구분하여 개최 도시를 선정하는 방식이다.
- 4차 투표에서는 표준 패키지로 분류되는 나머지 개최 도시들을 선정한다.

## 유치 신청 도시
UEFA는 2014년 9월 10일에 UEFA 유로 2020 유치를 신청한 19개 후보 도시에 관한 평가 보고서를 공개했다. 이는 2014년 9월 19일에 실시될 UEFA 유로 2020 개최 도시 선정 투표에 앞서 열린 사전 조치이다.
UEFA는 평가 보고서를 통해 민스크, 소피아, 스코페, 예루살렘이 부적합 판정을 받았기 때문에 후보 도시 목록에서 제외되었다고 밝혔다. UEFA는 2014년 9월 19일에 스위스 제네바에서 UEFA 유로 2020 본선 경기를 개최하는 13개 도시들을 선정했다.
| 국가              | 도시             | 경기장                                 | 수용 인원                                                             | 패키지                                              |
| ----------------- | ---------------- | -------------------------------------- | --------------------------------------------------------------------- | --------------------------------------------------- |
| 아제르바이잔      | 바쿠             | 바쿠 올림픽 경기장                     | 68,700명                                                              | 표준 패키지                                         |
| 벨라루스          | 민스크           | 트락토르 스타디움                      | 16,500명 (수용 인원을 33,000명으로 확장할 예정이었음)                 | 표준 패키지로 분류하기에 부적합하다는 판정을 받음   |
| 벨기에            | 브뤼셀           | 유로스타디움 (제안된 신규 국립 경기장) | 50,000명 (60,000명을 수용할 가능성이 있었음)                          | 표준 패키지로 분류되었지만 나중에 취소됨            |
| 불가리아          | 소피아           | 바실 레프스키 국립 경기장              | 43,000명 (수용 인원을 50,000명으로 확장할 예정이었음)                 | 표준 패키지로 분류하기에 부적합하다는 판정을 받음   |
| 덴마크            | 코펜하겐         | 파르켄                                 | 38,065명                                                              | 표준 패키지                                         |
| 잉글랜드          | 런던             | 웸블리 스타디움                        | 90,000명                                                              | 결승 패키지 (동시에 표준 패키지 유치 방안을 철회함) |
| 독일              | 뮌헨             | 알리안츠 아레나                        | 67,812명 (수용 인원을 75,000명으로 확장할 예정이었음)                 | 표준 패키지 (동시에 결승 패키지 유치 방안을 철회함) |
| 헝가리            | 부다페스트       | 푸슈카시 아레나                        | 56,000명 (68,000명을 수용할 수 있는 새 경기장 건설 방안이 제안되었음) | 표준 패키지                                         |
| 아일랜드          | 더블린           | 아비바 스타디움                        | 51,700명                                                              | 표준 패키지                                         |
| 이스라엘          | 예루살렘         | 테디 경기장                            | 34,000명 (수용 인원을 53,000명으로 확장할 예정이었음)                 | 표준 패키지로 분류하기에 부적합하다는 판정을 받음   |
| 이탈리아          | 로마             | 스타디오 올림피코                      | 72,698명                                                              | 표준 패키지                                         |
| 마케도니아 공화국 | 스코페           | 필리포스 2세 아레나                    | 33,460명                                                              | 표준 패키지로 분류하기에 부적합하다는 판정을 받음   |
| 네덜란드          | 암스테르담       | 요한 크라위프 아레나                   | 53,052명 (수용 인원을 55,000명에서 56,000명으로 확장할 예정이었음)    | 표준 패키지                                         |
| 루마니아          | 부쿠레슈티       | 아레나 나치오날러                      | 55,600명                                                              | 표준 패키지                                         |
| 러시아            | 상트페테르부르크 | 크레스톱스키 스타디움                  | 69,500명 (당시 공사 중이었음)                                         | 표준 패키지                                         |
| 스코틀랜드        | 글래스고         | 햄던 파크                              | 52,063명                                                              | 표준 패키지                                         |
| 스페인            | 빌바오           | 산 마메스                              | 53,332명                                                              | 표준 패키지                                         |
| 스웨덴            | 스톡홀름         | 프렌즈 아레나                          | 50,000명                                                              | 표준 패키지 선정 과정에서 탈락함                    |
| 웨일스            | 카디프           | 밀레니엄 스타디움                      | 74,500명                                                              | 표준 패키지 선정 과정에서 탈락함                    |

## 개최 도시 선정을 위한 투표

### 1차 투표
1차 투표에서 선정된 도시는 결승전 1경기와 준결승전 2경기를 개최한다. 뮌헨이 투표 직전에 기권했기 때문에 런던이 자동으로 개최 도시로 선정되었다.
| 국가     | 도시 | 점수           |
| -------- | ---- | -------------- |
| 잉글랜드 | 런던 | 개최 도시 선정 |
| 독일     | 뮌헨 | 기권           |

### 2차 투표
2차 투표에서 선정된 도시는 8강전 1경기와 조별 예선 3경기를 개최한다. 수용 인원이 최소 60,000명 이상인 경기장을 가진 후보 도시들에 한정하여 실시되었다. 투표에 참가한 임원들의 선호도에 따라 점수가 결정되는데 1차 선택에서는 4점, 2차 선택에서는 3점, 3차 선택에서는 2점, 4차 선택에서는 1점이 부여된다. 가장 높은 점수를 기록한 4개 도시가 개최 도시로 선정된다.
| 국가         | 도시             | 점수 |
| ------------ | ---------------- | ---- |
| 독일         | 뮌헨             | 38   |
| 아제르바이잔 | 바쿠             | 37   |
| 러시아       | 상트페테르부르크 | 29   |
| 이탈리아     | 로마             | 20   |
| 벨기에       | 브뤼셀           | 11   |
| 웨일스       | 카디프           | 3    |
| 헝가리       | 부다페스트       | 2    |

### 3차 투표
3차 투표는 6개의 지역 구분에 따라 개최 도시를 선정한다. 3차 투표에서 선정된 도시는 16강전 1경기와 조별 예선 3경기를 개최한다. 6개의 지역 구분은 다음과 같다.
- 1번 분류: 북서유럽 (잉글랜드, 아일랜드, 스코틀랜드, 웨일스)
- 2번 분류: 스칸디나비아 반도 (덴마크, 스웨덴)
- 3번 분류: 동유럽 (아제르바이잔, 벨라루스, 러시아)
- 4번 분류: 중동유럽 (불가리아, 헝가리, 마케도니아 공화국, 루마니아)
- 5번 분류: 중앙유럽 (벨기에, 독일, 네덜란드)
- 6번 분류: 남유럽, 지중해 (이스라엘, 이탈리아, 스페인)

개최 도시를 선정하기 위한 투표가 실시되기 이전에 민스크, 소피아, 스코페, 예루살렘이 부적합 판정을 받았기 때문에 후보 도시 목록에서 제외되었다. 또한 1번, 3번, 5번, 6번 분류에서는 이미 개최 도시가 선정된 상태였다. 이에 따라 3차 투표에서는 2번 분류, 4번 분류에 한정하여 실시했다.
| 국가   | 도시     | 점수 |
| ------ | -------- | ---- |
| 덴마크 | 코펜하겐 | 13   |
| 스웨덴 | 스톡홀름 | 3    |

| 국가     | 도시       | 점수 |
| -------- | ---------- | ---- |
| 루마니아 | 부쿠레슈티 | 12   |
| 헝가리   | 부다페스트 | 3    |

### 4차 투표
4차 투표에서 선정된 도시는 16강전 1경기와 조별 예선 3경기를 개최한다. 1차, 2차, 3차 투표가 종료된 이후에 남아 있는 후보 도시들에 한정하여 실시되었다. 투표에 참가한 임원들의 선호도에 따라 점수가 결정되는데 1차 선택에서는 6점, 2차 선택에서는 5점, 3차 선택에서는 4점, 4차 선택에서는 3점, 5차 선택에서는 2점, 6차 선택에서는 1점이 부여된다. 가장 높은 점수를 기록한 6개 도시가 개최 도시로 선정된다.
| 국가       | 도시       | 점수 |
| ---------- | ---------- | ---- |
| 네덜란드   | 암스테르담 | 58   |
| 아일랜드   | 더블린     | 55   |
| 스페인     | 빌바오     | 50   |
| 헝가리     | 부다페스트 | 48   |
| 벨기에     | 브뤼셀     | 43   |
| 스코틀랜드 | 글래스고   | 22   |
| 웨일스     | 카디프     | 21   |
| 스웨덴     | 스톡홀름   | 18   |

## 선정된 개최 도시
| 국가         | 도시             | 경기장                | 수용 인원                                                             | 개최 대상 경기                                                                   |
| ------------ | ---------------- | --------------------- | --------------------------------------------------------------------- | -------------------------------------------------------------------------------- |
| 아제르바이잔 | 바쿠             | 바쿠 올림픽 경기장    | 68,700명 (새 경기장)                                                  | 8강전, 조별 예선 경기                                                            |
| 벨기에       | 브뤼셀           | 유로스타디움          | 50,000명 (60,000명을 수용할 가능성이 있었음)                          | 16강전, 조별 예선 경기 (나중에 취소됨)                                           |
| 덴마크       | 코펜하겐         | 파르켄                | 38,065명                                                              | 16강전, 조별 예선 경기                                                           |
| 잉글랜드     | 런던             | 웸블리 스타디움       | 90,000명                                                              | 결승전, 준결승전 경기 (나중에 16강전, 조별 예선 경기가 추가됨)                   |
| 독일         | 뮌헨             | 알리안츠 아레나       | 67,812명 (수용 인원을 75,000명으로 확장할 예정이었음)                 | 8강전, 조별 예선 경기                                                            |
| 헝가리       | 부다페스트       | 푸슈카시 아레나       | 56,000명 (68,000명을 수용할 수 있는 새 경기장 건설 방안이 제안되었음) | 16강전, 조별 예선 경기                                                           |
| 아일랜드     | 더블린           | 아비바 스타디움       | 51,700명                                                              | 16강전, 조별 예선 경기 (나중에 취소됨)                                           |
| 이탈리아     | 로마             | 스타디오 올림피코     | 72,698명                                                              | 8강전, 조별 예선 경기                                                            |
| 네덜란드     | 암스테르담       | 요한 크라위프 아레나  | 53,052명 (수용 인원을 55,000명에서 56,000명으로 확장할 예정이었음)    | 16강전, 조별 예선 경기                                                           |
| 루마니아     | 부쿠레슈티       | 아레나 나치오날러     | 55,600명                                                              | 16강전, 조별 예선 경기                                                           |
| 러시아       | 상트페테르부르크 | 크레스톱스키 스타디움 | 69,500명 (당시 공사 중이었음)                                         | 8강전, 조별 예선 경기                                                            |
| 스코틀랜드   | 글래스고         | 햄던 파크             | 52,063명                                                              | 16강전, 조별 예선 경기                                                           |
| 스페인       | 빌바오           | 산 마메스             | 53,332명                                                              | 16강전, 조별 예선 경기 나중에 세비야에 위치한 에스타디오 데 라 카르투하로 교체됨 |